# Nowe Brzesko
Nowe Brzesko est une localité polonaise, siège de la gmina de Nowe Brzesko, située dans le powiat de Proszowice en voïvodie de Petite-Pologne.